# Punk Pop! 2
A Punk Pop! 2 című középlemez a német Sin With Sebastian 2010. július 23-án megjelent kiadványa, mely 6 dalt tartalmaz.
Az albumról a That's All? (I'm Not Satisfied) című dal jelent meg kislemezen.

## Az album dalai
EP  Németország LIPstick CONfusion Records – Lip075
1. That's All? (I'm Not Satisfied)	3:49
2. Failed	3:26
3. Rocket	4:47
4. Vote Free Love	5:08
5. Failed (iDub) 3:30
6. That's All? (Long, Cut, With A Twist) 5:58